# Bruce Wallace
Bruce Wallace (* 18. Mai 1920 in McKean, Pennsylvania; † 2015) war ein US-amerikanischer Biologe, Genetiker und Hochschullehrer.

## Leben
Bruce Wallace, Sohn von George E. Wallace und dessen Ehefrau Rose Paterson Wallace, absolvierte nach dem Schulbesuch zunächst ein grundständiges Studium am Columbia College, das er mit einem Bachelor abschloss. Ein darauf folgendes postgraduales Studium der Biologie an der Columbia University schloss er mit einem Master ab. Im Anschluss war er zwischen 1949 und 1958 stellvertretender Direktor des Cold Spring Harbor Laboratory (CSHL), ein in Cold Spring Harbor ansässiges Forschungszentrum, deren Schwerpunkte in Krebsforschung, Neurobiologie, Pflanzengenetik, Genomik und Bioinformatik liegen und das unter anderem für die Watson School of Biological Sciences ein Graduiertenprogramm betreibt.
Nachdem Wallace zwischen 1958 und 1951 zunächst Associate Professor an der Cornell University war, übernahm er dort 1961 eine Professur für Genetik und unterrichtete bis 1981. 1971 wurde er Mitglied der American Academy of Arts and Sciences, 1970 der National Academy of Sciences.
1981 wurde er Professor für Biologie am Virginia Polytechnic Institute and State University. Er war seit 1945 mit Miriam Covalla verheiratet.

## Veröffentlichungen
Neben seiner Lehr- und Forschungstätigkeit verfasste Bruce Wallace zahlreiche Fachbücher zur adaptiven Radiation, Evolution, Genetik, Populationsgenetik und Soziobiologie. Zu seinen Werken gehören:
- Radiation, genes, and man, Holt, New York 1959
- Adaptation, Prentice-Hall, Englewood Cliffs 1961
- Population genetics, Heath, Boston 1964
- Chromosomes, giant molecules, and evolution, Norton, New York 1966
- Topics in population genetics, W. W. Norton, New York 1968
- Genetic load, its biological and conceptual aspects, Prentice-Hall, Englewood Cliffs 1970, ISBN 0-1335-1197-9
- Essays in social biology, Prentice-Hall, Englewood Cliffs 1972, ISBN 0-1365-6835-1
- Genetics Evolution Race Radiation Biology. Essays In Social Biology Volume II, Prentice Hall 1972, ISBN 0-1335-1155-3
- Essays In Social Biology Volume III, Prentice Hall Press, 1972, ISBN 0-1321-6226-1
- Instructor GDE – Bio Living, Johns Hopkins University Press, 1987, ISBN 0-8018-3497-X
- Biology for living, Mitautor George M. Simmons, Jr., Johns Hopkins University Press, Baltimore 1987, ISBN 0-8018-3221-7
- Fifty years of genetic load. An odyssey, Cornell University Press, Ithaca 1991, ISBN 0-8014-2583-2
- The search for the gene, Cornell University Press, Ithaca 1992, ISBN 0-8014-2680-4
- The study of gene action, Mitautor Joseph O. Falkinham III., Cornell University Press, Ithaca 1997, ISBN 0-8014-3265-0
- The environment, Elkhorn Press, Elkhorn 1998, ISBN 1-8890-7407-1
- The environment 2. As I see it, the mold must be broken, Elkhorn Press, Elkhorn 1998, ISBN 1-8890-7408-X

in deutscher Sprache
- Leben und Überleben. Die Anpassung der Organismen, (Originaltitel: Adaption), Franckh, Stuttgart 1966
- Die genetische Bürde. Ihre biologische und theoretische Bedeutung, (Originaltitel: Genetic load, its biological and conceptual aspects), VEB Fischer Verlag, Jena 1974